# Francesco Rivera
Pour les articles homonymes, voir Rivera.
Francesco Rivera (né le 6 juillet 1983 à Isola del Liri) est un coureur cycliste italien.

## Palmarès
- 2002
  - 3e du Chrono champenois
- 2003
  - Coppa 29 Martiri di Figline di Prato
  - 3e du Gran Premio Madonna Delle Grazie
- 2004
  -  Champion d'Italie du contre-la-montre espoirs
  - 2e du Trofeo Mario Marchina
- 2006
  - Trofeo Edilizia Mogetta
  - Trofeo Aretina Pozzi
  - Trofeo Martiri dell'Oreno
  - 2e de la Coppa San Bernardino
  - 2e de Florence-Modène
  - 3e du Gran Premio Sportivi Poggio alla Cavalla
- 2008
  - Trofeo Nesti e Nelli
  - Mémorial Filippo Micheli
  - 2e du Trofeo Petroli Firenze
  - 3e du Trofeo Martiri 4 e 11 luglio 1944
  - 3e du Trophée international Bastianelli
  - 3e du Grand Prix de la ville d'Empoli

## Classements mondiaux
| Année            | 2006 | 2007 | 2008 | 2009 |
| ---------------- | ---- | ---- | ---- | ---- |
| UCI America Tour |      |      |      | 310e |
| UCI Europe Tour  | 692e |      | 571e | 729e |